# James Prescott Joule
James Prescott Joule [džéjms préskot džúl], angleški fizik, matematik in pivovar, * 24. december 1818, Salford pri Manchestru, grofija Lancashire, Anglija, † 11. oktober 1889, Sale pri Londonu.
Joule je proučeval naravo toplote in odkril njeno povezavo z  delom (glej energija), kar je vodilo do teorije zakona o ohranitvi energije, kar je privedlo do razvoja prvega zakona termodinamike. Po njem je poimenovana izpeljana enota SI za energijo, džul.
Z lordom Kelvinom je sodeloval pri razvoju absolutne termodinamične temperaturne lestvice, ki so jo poimenovali Kelvinova lestvica. Joule je prav tako opazoval magnetostrikcijo in našel povezavo med električnim tokom skozi upor in razpršeno toploto, zdaj znano kot prvi Joulov zakon (prvi zakon termodinamike). Njegovi poskusi o energetskih transformacijah so bili prvič objavljeni leta 1843.

## Zgodnja leta
James Joule se je rodil leta 1818 očetu Benjaminu Joulu (1784–1858), bogatemu pivovarju, in njegove žene Alice Prescott, na New Bailey Street v Salfordu. Joula je kot mladeniča poučeval slavni znanstvenik John Dalton, nanj pa so močno vplivali kemik William Henry in manchestrska inženirja Peter Ewart in Eaton Hodgkinson. Skupaj z bratom se je tako navdušil nad elektriko, da sta drug drugemu in družinskim služabnikom dajala elektrošoke.
Pozneje se je Joule ukvarjal v glavnem s pivovarno, z znanostjo pa kot samouk. Pri raziskovanju energije je poskušal izdelati električni motor, ki bi zamenjal parne stroje.
Kot odrasel je Joule vodil pivovarno. Znanost je bila le resen hobi. Nekje okoli leta 1840 je začel raziskovati izvedljivost zamenjave pivovarskih parnih strojev z novo izumljenim električnim motorjem. Njegovi prvi znanstveni članki na to temo so bili objavljeni v Annals of Electricity Williama Sturgeona. Postal je član London Electrical Society.
Deloma motiviran kot poslovnež, deloma pa kot znanstvenik, se je odločil ugotoviti, katera gonilna sila je učinkovitejša. Leta 1841 je odkril prvi Joulov zakon - toplota, ki se razvije pri delovanju katerega koli voltaičnega toka, je sorazmerna s kvadratom jakosti tega toka, povečana z uporom kondukcije. Nato je ugotovil, da je sežiganje funta premoga v parnem stroju bolj ekonomično kot funt dragega cinka, porabljenega v električni bateriji. Joule je rezultat alternativnih metod zajel v smislu splošnega standarda, zmožnost dviga mase, ki tehta en funt, na višino enega čevlja, čevelj-funt.
Vendar pa se je Jouleovo zanimanje preusmerilo od ozkega finančnega vprašanja k vprašanju, koliko dela je mogoče pridobiti iz danega vira, kar ga je privedlo do razmišljanja o konvertibilnosti energije. Leta 1843 je objavil rezultate poskusov, ki so pokazali, da je bil učinek segrevanja, posledica generiranja toplote v prevodniku in ne njenega prenosa iz drugega dela opreme. To je bil neposreden izziv teoriji kalorike, ki je trdila, da toplote ni mogoče niti ustvariti niti uničiti. Teorija kalorike je prevladovala v razmišljanju v znanosti o toploti, odkar jo je predstavil Antoine Lavoisier leta 1783. Lavoisierjev prestiž in praktični uspeh teorije toplotnega stroja Sadija Carnota sta od leta 1824 zagotovili, da je imel mladi Joule, ki je delal zunaj akademskega sveta in inženirskega poklica, težko pot. Zagovorniki teorije so opozarjali na simetrijo Peltier-Seebeckovega učinka in trdili, da sta toplota in tok konvertibilna v vsaj približno reverzibilnem procesu.

## Mehanski ekvivalent toplote
Nadaljnji poskusi in meritve z njegovim električnim motorjem so Joula pripeljali do ocene mehanskega ekvivalenta toplote 4,1868 džulov na kalorijo dela, da se temperatura enega grama vode dvigne za en Kelvin. Svoje rezultate je objavil avgusta 1843 na sestanku kemijske sekcije British Association for the Advancement of Science v Corku.
Joule je bil neustrašen in je začel iskati čisti mehanski prikaz pretvorbe dela v toploto. S potiskanjem vode skozi perforiran valj je lahko izmeril rahlo viskozno segrevanje tekočine. Dobil je mehanski ekvivalent 770 čevelj-funtov na Britansko toplotno enoto (4.140 J/Cal). Dejstvo, da so se vrednosti, dobljene z električnimi in povsem mehanskimi sredstvi, ujemale vsaj na en red velikosti, je bilo za Joula prepričljiv dokaz o resničnosti pretvorljivosti dela v toploto.
Wherever mechanical force is expended, an exact equivalent of heat is always obtained.— J.P. Joule, August, 1843
Joule poskusil še tretji način. Proizvedeno toploto je izmeril glede na delo, opravljeno pri stiskanju plina. Dobil je mehanski ekvivalent 798 čevelj-funtov na Britansko toplotno enoto (4.290 J/Cal). V mnogih pogledih je bil ta poskus najlažja tarča Joulovih kritikov, vendar se je Joule tem pričakovanim kritikam izognil s premetenim eksperimentiranjem. Joule je 20. junija 1844 prebral svoj prispevek Kraljevi družbi, vendar je Kraljeva družba zavrnila objavo njegovega dela. Zato se je moral zadovoljiti z objavo v reviji Philosophical Magazine leta 1845.
Junija 1845 je Joule prebral svoj prispevek On the Mechanical Equivalent of Heat (O mehanskem ekvivalentu toplote) na srečanju združenja British Association v Cambridgeu. V tem delu je poročal o svojem najbolj znanem eksperimentu, ki je vključeval uporabo padajoče uteži, pri kateri gravitacija opravlja mehansko delo za vrtenje lopatnega kolesa v izoliranem sodu z vodo, kar je povzročilo povečanje temperatur. Sedaj je ocenil mehanski ekvivalent 819 čevelj-funtov na Britansko toplotno enoto (4.404 J/Cal). Za Philosophical Magazine je napisal pismo, ki so ga objavili septembra 1845, v katerem je opisal svoj poskus.
Leta 1850 je Joule objavil natančnejšo meritev 772,692 čevelj-funtov na Britansko toplotno enoto (4.150 J/Cal), ki je bližje ocenam dvajsetega stoletja.

## Odziv in pomembnost
Velik del začetnega odpora do Joulovega dela je izhajal iz odvisnosti od izjemno natančnih meritev. Trdil je, da lahko natančno meri temperature znotraj 1⁄200 stopinje Fahrenheita (3 mK). Takšna natančnost je bila neobičajna v sodobni eksperimentalni fiziki, vendar so njegovi dvomljivci verjetno zanemarili njegove izkušnje v umetnosti pivovarstva in njegov dostop do praktičnih tehnologij. S svojo spretnostjo ga je podpiral tudi izdelovalec znanstvenih instrumentov John Benjamin Dancer. Joulovi poskusi so dopolnjevali teoretično delo Rudolfa Clausiusa, ki ga nekateri štejejo za izumitelja koncepta energije.
Joule je predlagal kinetično teorijo toplote (verjel je, da gre za obliko vrtilne in ne translacijske kinetične energije), kar je zahtevalo konceptualni preskok: če je bila toplota oblika molekularnega gibanja, zakaj gibanje molekul postopoma ne zamre? Za Joulove ideje je bilo treba verjeti, da so trki molekul popolnoma elastični. Pomembno je, da sam obstoj atomov in molekul ni bil splošno sprejet še naslednjih 50 let.
Čeprav je danes morda težko razumeti privlačnost teorije kalorike, se je takrat zdelo, da ima nekaj očitnih prednosti. Carnotova uspešna teorija o toplotnih strojih je prav tako temeljila na predpostavki teorije kalorike in šele pozneje je Lord Kelvin dokazal, da je Carnotova matematika veljavna tudi brez predpostavke kalorične tekočine.
V Nemčiji je Hermann Helmholtz slišal za Joulovo delo in delo Juliusa Roberta von Mayerja iz leta 1842. Čeprav je bilo njuno delo zapostavljeno, je Helmholtzova dokončna izjava o ohranjanju energije iz leta 1847 pripisala zasluge obema.
V istem letu so se ene izmed Joulovih predstavitev v the British Association v Oxfordu udeležili George Gabriel Stokes, Michael Faraday in  William Thomson, ki je pozneje postal lord Kelvin, in ki so ga pravkar imenovali za profesorja naravne filozofije na univerzi v Glasgowu. 
Nepričakovano sta se Thomson in Joule pozneje istega leta srečala v Chamonixu. Joule se je 18. avgusta poročil z Amelio Grimes in par je odšel na medene tedne. Kljub temu sta se Joule in Thomson nekaj dni pozneje dogovorila za poskus merjenja temperaturne razlike med vrhom in dnom slapa Cascade de Sallanches.
Čeprav je Thomson menil, da Joulovi rezultati zahtevajo teoretično razlago, se je umaknil v odločno obrambo Carnot-Clapeyronove šole. V svojem poročilu o absolutni temperaturi iz leta 1848 je Thomson zapisal, da je "pretvorba toplote v mehanski učinek verjetno nemogoča, vsekakor neodkrita" – toda opomba nakazuje njegove prve dvome o teoriji kalorike, ki se nanaša na Joulova "zelo izjemna odkritja". Presenetljivo je, da Thomson Joulu ni poslal izvoda svojega prispevka, ko pa ga je Joule končno prebral, je 6. oktobra pisal Thomsonu in trdil, da so njegove študije pokazale pretvorbo toplote v delo, in da načrtuje nadaljnje poskuse. Thomson je odgovoril 27. oktobra in razkril, da načrtuje lastne poskuse in upa na uskladitev njunih pogledov. Čeprav Thomson ni izvedel novih poskusov, je v naslednjih dveh letih postajal vse bolj nezadovoljen s Carnotovo teorijo in bil prepričan v Joulovo. V svojem dokumentu iz leta 1851 Thomson ni bil pripravljen iti dlje od kompromisa in je izjavil, da "celotna teorija gibalne moči toplote temelji na dveh trditvah, za katere so zaslužni Joule, Carnot in Clausius".
Takoj ko je Joule prebral članek, je pisal Thomsonu. Tako se je začelo plodno, čeprav večinoma pisno sodelovanje med obema možema. Joule je izvajal poskuse, Thomson pa je analiziral rezultate in predlagal nadaljnje poskuse. Sodelovanje je trajalo od leta 1852 do 1856, njuna odkritja, vključno z Joule–Thomsonovim pojavom, in objavljeni rezultati so veliko prispevali k splošnemu sprejemanju Joulovega dela in kinetične teorije.

## Kinetična teorija
Kinetika je veda o gibanju. Joule je bil Daltonov učenec in ni presenetljivo, da je trdno verjel v atomsko teorijo, čeprav je bilo veliko znanstvenikov njegovega časa še vedno skeptičnih. Bil je tudi eden redkih ljudi, ki so bili dovzetni za zapostavljeno delo Johna Herapatha o kinetični teoriji plinov. Nadalje je nanj močno vplival članek Petra Ewarta iz leta 1813 On the measure of moving force.
Joule je zaznal povezavo med svojimi odkritji in kinetično teorijo toplote. Njegovi laboratorijski zvezki razkrivajo, da je verjel, da je toplota oblika rotacijskega in ne translacijskega gibanja.
Joule je leta 1869 v pismu  Manchestrskega literarnega in filozofskega društva razložil pojav zelenega bliska ob sončnem zahodu; pravzaprav je le zabeležil (s skico) zadnji utrinek kot modrikasto zelen, ne da bi poskušal razložiti vzrok pojava.

## Objavljeno delo
- »On the Heat evolved by Metallic Conductors of Electricity, and in the Cells of a Battery during Electrolysis«. Philosophical Magazine. 19 (124): 260. 1841. doi:10.1080/14786444108650416.
- »On the Calorific Effects of Magneto-Electricity, and on the Mechanical Value of Heat«. Philosophical Magazine. 3. 23 (154): 435–443. 1843. doi:10.1080/14786444308644766.
- »On the Changes of Temperature Produced by the Rarefaction and Condensation of Air«. Proceedings of the Royal Society of London. 5: 517–518. 1844. doi:10.1098/rspl.1843.0031.
- »On the Changes of Temperature Produced by the Rarefaction and Condensation of Air«. Philosophical Magazine. 3. 26 (174): 369–383. 1845. doi:10.1080/14786444508645153.
- »On the Mechanical Equivalent of Heat«. Notices and Abstracts of Communications to the British Association for the Advancement of Science. 15. 1845b. read before the British Association at Cambridge, June 1845
- »On the Existence of an Equivalent Relation between Heat and the ordinary Forms of Mechanical Power«. Philosophical Magazine. 3. 27 (179): 205–207. 1845c. doi:10.1080/14786444508645256.
- »On the Mechanical Equivalent of Heat«. Philosophical Transactions of the Royal Society of London. 140: 61–82. 1850. doi:10.1098/rstl.1850.0004.
- The Scientific Papers of James Prescott Joule. London: Physical Society. 1884. OL 239730M.

- Joint scientific papers (v angleščini). London: Taylor and Francis. 1887.

## Priznanja
Joule je umrl doma v Saleu in je pokopan na tamkajšnjem pokopališču Brooklands. Na njegovem nagrobniku je vpisana številka "772,55", njegova meritev mehanskega ekvivalenta toplote leta 1878, v kateri je ugotovil, da je treba to količino čevelj-funtov dela porabiti pri morski gladini, da se dvigne temperatura enega funta vode od 60 °F do 61 °F. Tam je tudi citat iz Janezovega evangelija: "Moram opravljati delo tistega, ki me je poslal, dokler je dan; pride noč, ko nihče ne more delati."[John 9:4] The Wetherspoon's pub v Saleu, mestu njegove smrti, se po njem imenuje "The JP Joule".
Številna Joulova priznanja in pohvale vključujejo:
- Član Kraljeve družbe (1850)
  - Kraljeva medalja (1852), 'Za njegov članek o mehanskem ekvivalentu toplote, natisnjen v Philosophical Transactions za leto 1850'
  - Copleyjeva medalja (1870), 'Za njegove eksperimentalne raziskave o dinamični teoriji toplote'
- Predsednik Manchestrskega literarnega in filozofskega društva (1860)
- Predsednik Britanskega združenja za napredek znanosti (1872, 1887)
- Častno članstvo Inštituta inženirjev in ladjedelcev na Škotskem [19] (1857)
- Častne diplome:
  - LL. D. , Kolidž svete Trojice, Dublin (1857)
  - DCL, Univerza v Oxfordu (1860)
  - LL. D., Univerza v Edinburghu (1871)
- Joule je leta 1878 prejel pokojnino v višini 200 funtov na leto za zasluge v znanosti.
- Albertova medalja Royal Society of Arts (1880), 'ker je po najnapornejših raziskavah ugotovil pravo razmerje med toploto, elektriko in mehanskim delom, s čimer je inženirju zagotovil zanesljivo vodilo pri uporabi znanosti v industriji'

V Westminstrski opatiji stoji spomenik Joulu, čeprav tam ni pokopan, v nasprotju s tem, kar navajajo nekatere biografije. Kip Joula Alfreda Gilberta stoji v mestni hiši v Manchestru nasproti Daltonovega kipa.

## Družina
Leta 1847 se je Joule poročil z Amelio Grimes. Odovel je leta 1854, 7 let po poroki. Skupaj sta imela tri otroke: sina Benjamina Arthurja Joula (1850–1922), hčerko Alice Amelio (1852–1899) in drugega sina Joeja (rojen 1854, umrl star tri tedne).